# Corrado Tedeschi
Corrado Tedeschi (Livourne, 20 juillet 1952) est un animateur de télévision et un acteur italien.

## Biographie
Fils d'un officier de Marina Militare, Tedeschi passe les dix premières années de sa vie dans différentes bases en Italie, dont celle d'Augusta. Après avoir tenté une carrière de footballeur, en jouant comme attaquant dans l'équipe de jeunes de la Sampdoria, il étudie la comédie et obtient un diplôme de l'académie du Teatro Stabile di Genova. Entre-temps, il se produit comme animateur et présentateur à la radio et à la télévision privée de Ligurie sous le surnom de "Dado", jusqu'à ce qu'il remporte le concours de la RAI Un volto per gli anni 80 (Un visage pour les années 80), obtenant un rôle brillant dans l'émission de la RAI 1 Musica d'estate (1984).
Après une apparition en tant que concurrent dans le jeu d'avant-soirée de Rete 4 M'ama non m'ama animé par Marco Predolin, il commence son aventure dans les réseaux Mediaset en tant que présentateur du jeu de quiz Doppio slalom de l'après-midi de Canale 5. C'est un grand succès qui se poursuit de septembre 1985 à juin 1990, quand il laisse la direction à Paolo Bonolis, pour prendre la place de Marco Predolin dans Il gioco delle coppie (Le jeu des couples) diffusé sur Canale 5. Ce jeu de questions-réponses a également une version estivale et se termine en 1992.
Après avoir animé plusieurs autres soirées, spécialisées dans les concours de beauté, tout d'abord Miss Italie en 1986 avec Marco Columbro sur Italia 1, dans le Raffaella Carrà Show (1988) sur Canale 5, elle est chargée des liens externes. Elle a ensuite présenté, toujours pour la même chaîne, le programme d'information sportive Studio Sport et, de 1996 à 1999, Italia 1 Sport, tandis que, pendant la saison 1995/1996, elle était aux côtés de Licia Colò dans Paese che vai sur Channel 5. Il a également participé à Buona Domenica avec Lorella Cuccarini, Stranamore et Sabato al circo. En 2000, sur la chaîne privée Antenna Tre, il présente l'émission sportive Antenna 13.
Entre-temps, le théâtre de passion devient de plus en plus son occupation principale. Après de nombreuses expériences, il devient en 1999 le premier acteur du Teatro Franco Parenti de Milan : depuis lors, il continue à partager son temps entre le théâtre et la télévision, où il retourne à la RAI, d'où il était parti, et dirige divers événements, dont le "Prix Stefania Rotolo". En 2001, 2002 et 2003, il a présenté Cominciamo bene estate avec Ilaria D'Amico sur Rai 3 et, au cours de la saison 2001-2002, il a également présenté Giorno dopo giorno sur la même chaîne.
En 2003, il remplace Toni Garrani en tant qu'animateur, avec la journaliste Elsa Di Gati, de Cominciamo bene jusqu'en 2005, date à laquelle Fabrizio Frizzi le remplace, tandis qu'il passe à Rai 1 pour animer, avec Sonia Grey, Sabato, domenica e... la tv che fa bene alla salute. À l'automne 2010, il rejoint Francesca Senette en tant que présentateur de Tandem.
Depuis le 11 juin 2012, il est l'un des présentateurs de Vero Capri, avec les programmes Cuisone, Mode, Santé, Histoire, Maison, Gossip, Loisirs, Voyage, aux côtés de Marco Columbro, Laura Freddi, Marisa Laurito, Maria Teresa Ruta, Alba Parietti, Zuzzurro e Gaspare, et Margherita Zanatta, sous la direction artistique de Maurizio Costanzo. À l'automne 2013, Tedeschi, ainsi que les autres présentateurs de la chaîne, ont abandonné Vero Capri à la suite de sa transformation en chaîne thématique où seules des telenovelas sont diffusées, avec l'arrêt des programmes produits.
Alors qu'il tourne L'uomo dal fiore in bocca (L'homme à la Fleur dans la Bouche) de Pirandello, il découvre qu'il est atteint d'un cancer du côlon, dont il se remet complètement. En 2013, il met en scène Trappola mortale, avec Ettore Bassi et Miriam Mesturino. Depuis le 21 août 2016, il anime Derby in terrazza, une couverture footballistique approfondie du Genoa et de la Sampdoria sur la chaîne Primocanale. Il a été invité à l'émission Avanti un altro! Pure di sera dans l'épisode diffusé le dimanche 11 avril 2021. Depuis janvier 2021, il présente l'émission Top Secret, diffusée sur BUSINESS 24 (SKY canal 511).

### Vie privée
Il a deux enfants : Camilla, née à Milan le 17 septembre 1996 et également actrice de théâtre et de cinéma, et Jacopo, né en 1982 d'un précédent mariage.

## Programmes télévisés
- 1984 : Musica d'estate (Rai 1)
- 1985-1990 : Doppio slalom (Canale 5)
- 1986 : Miss Italia (Italia 1)
- 1987 : Buon Natale 1987 (Canale 5)
- 1988 : Raffaella Carrà Show (Canale 5) Inviato
- 1988-1990 ; 1990-1992 : Il gioco delle coppie (Canale 5 ; Rete 4)
- 1990 : 
  - XIII Festival mondiale del circo di domani (Canale 5)
  - Le stelle della magia (Canale 5)
  - The Look of the Year (Italia 1)
- 1991 : Una sera c'incontrammo (Canale 5)
- 1991-1992 : Festival Internazionale - Giovani stelle del circo (Canale 5)
- 1992 :
  - Il gioco delle coppie Estate (Rete 4)
  - Fantastica Domenica (Rete 4)
- 1992-1993 :
  - Io, tu e Mammà (Rete 4)
  - Il Circo sotto le Stelle (Rete 4)
- 1994 : Tengo Famiglia (Odeon Tv, Cinquestelle)
- 1994-1995 :
  - Di Classe - Il buongusto ha i suoi perchè (Odeon Tv, Cinquestelle)
  - Le grandi firme (Telemontecarlo)
- 1995-1996 : Paese che vai (Canale 5)
- 1996-1999 : Italia 1 Sport (Italia 1)
- 1999-2000 : Forum (Rete 4) Inviato
- 2000 :
  - Antenna 13 (Antennatre)
  - La Kore nella Valle del Mito (Rete 4)
- 2001 : Stranamore (Canale 5) Inviato
- 2001-2002 : Giorno dopo giorno (Rai 3)
- 2001-2003 : Cominciamo bene Estate (Rai 3)
- 2002 :
  - Voci in una notte di mezza estate (Rai 1)
  - BravoGrazie (Rai 2)
- 2003-2005 : Cominciamo bene (Rai 3)
- 2005-2007 : Sabato, domenica e... (Rai 1)
- 2007 : Buon Compleanno Estate (Rai 2)
- 2012-2013 : Talk show (Vero Capri)
- 2014-2015 : E Calcio Totale (TeleGenova)
- 2016 : Derby in terrazza (Primocanale)
- 2019 : Rai Pipol (Rai 3) ospite fisso
- depuis 2020  Top Secret (Business24)
- depuis 2022 : Pole Position (Business24)

### Téléfilms
- 1997 : I misteri di Cascina Vianello, regia di Gianfrancesco Lazotti
- 2002 : Ma il portiere non c'è mai?, regia di Carlo Corbucci
- 2004 : InvaXön - Alieni in Liguria, regia di Massimo Morini
- 2005 : Il maresciallo Rocca 5, serie TV - 3 episodi
- 2013 :
  - Un posto al sole coi fiocchi, regia di Fabio Sabbioni
  - Un matrimonio, miniserie TV
- 2015-2017 : Il paradiso delle signore, serie TV
- 2016 : Un medico in famiglia 10, serie TV
- 2017-2019 : Un posto al sole, soap opera
- 2017 : Le tre rose di Eva 4, regia di Raffaele Mertes
- 2018 :
  - Don Matteo, serie TV
  - Non dirlo al mio capo, serie TV
- 2020 : Nero a metà - serie TV, episodio 2x08

## Publicité
- Giallo Oro (2009)
- Occhiali ProntoLeggo (2014)
- Mondo Relax (2015)